# كفار سابا
كفار سابا أو كفار سافا (بالعبرية: כְּפַר סָבָא - أي قرية الأجداد؛ بالإنجليزية: Kfar Saba) مدينة إسرائيلية تقع في منطقة شارون (سارونة) باللواء الأوسط - حسب التقسيم الإداري الإسرائيلي. يسكنها قرابة 83,600 نسمة (2009)، وتبلغ مساحتها 14 كيلومترا مربعا تقريبا. يشار إلى أن المدينة تأسست عام 1903 كمستعمرة صهيونية ملاصقة لقرية «كفر سابا» الفلسطينية المهجّرة بفعل حرب 1948، اشتقت اسمها منها.

## التاريخ
اشترى رجال الأعمال اليهود من بتاح تكفا برئاسة يحيئيل ميخل بينس وصهره نوح كارلينسكي 7000 دونم أراضي مشاعية من أراضي كفر سابا التابعة لطولكرم في منطقة سبية المحاذية لها من الجهة الغربية في عام 1892 عبر سماسرة من أهل المدينة الذين يتقاضون أجرا معلوما يبلغ اثنين ونصف في المائة ، مع بعض ضمائم أخرى. تأسست كفار سابا في البداية باعتبارها "مستوطنة فرعية" لمستوطنة بتاح تكفا. 
كان هدفهم عرض الأراضي للبيع على اليهود الأثرياء من المنفى. وكانت الفكرة هي زراعة بساتين اللوز في قطع الأراضي، وعندما تثمر الأشجار ينتقل أصحاب القطع إلى الأرض. وعلى الرغم من محاولات الإعلان من خلال مكتب تم إنشاؤه في باريس وفي الصحافة اليهودية في تلك الأيام مثل "هيليتس"، إلا أن عملية الشراء لم تنجح، حيث تتواجد الأراضي في مكان مهجور ومهمل وبعيد عن أي مستعمرة يهودية. وبعد الفشل، اشترى البارون روتشيلد الأراضي عام 1896، وفي بداية القرن العشرين انتقلت إلى أيدي شركة جمعية الاستعمار اليهودي، التي استلمت من البارون رعاية مستعمراته. وحاولت شركة جمعية الاستعمار اليهودي دون جدوى زراعة الياسمين لصناعة العطور فيها.
في 1903 الذي يعتبر عام إنشاء المستوطنة اليهودية في كفار سابا، باعت الشركة بعض الأراضي لأناس من القدس وأغلبها لمزارعي بتاح تكفا، ليتمكن الجيل الثاني من أبناء المزارعين من الاستقرار هناك. تم بيع بعض هذه الأراضي للآخرين وخاصة للمهاجرين الجدد. المستوطنون الأوائل كانوا من بتاح تكفا ورواد العليا الثانية الذين عملوا في المنطقة ستة أيام في الأسبوع وكانوا يعودون إلى بتاح تكفا قبل السبت. وكانوا يكسبون رزقهم من بساتين اللوز والعنب والزيتون.
كانت مستعمرة «كفار سابا» اليهودية التي أسست في سنة 1903 والتي بلغ عدد سكانها نحو 5,000 نسمة في سنة 1948 تقع جنوبي غربي قرية «كفر سابا» الفلسطينية عشية حرب 1948. ولما كان عدد سكانها الآن 45,000 نسمة تقريبا فقد امتدت لتشمل معظم أراضي القرية المهجّرة.
كانت قرية «كفر سابا» الفلسطينية المهجّرة تقع في رقعة مستوية من الأرض في السهل الساحلي. وكان طريق يافا - طولكرم العام يمر على بعد 2,5 كلم إلى الشرق منها، كما كان خط سكة الحديد الممتد بين حيفا واللد يمر على بعد 1,5 كلم إلى الشرق ويشكل الحدود بين أراضي كفر سابا وأراضي قلقيلية التي تبعد عنها 3 كلم إلى الشمال الغربي. وكانت طرق فرعية مماثلة تربطها بالقرى الأخرى في المنطقة. وقد أنشئت كفر سابا على بعد 4 كم جنوب شرقي خربة سابية التي عدت قائمة في موقع كفر سابا الرومانية، وكانت القرية باسم «كفرسبت» أيام الصليبين. أتى نفر من الجغرافيين والمؤرخين العرب والمسلمين إلى ذكر كفر سابا، فمن ذلك أن المقدسي الذي كتب في سنة 985 وصفها بأنها قرية كبيرة فيها مسجد على طريق دمشق. كانت «كفر سابا» قرية في ناحية بني صعب (لواء نابلس).
سقطت القرية بيد القوات الإسرائيلية في 15 أيار / مايو 1948 بعد تهجير أهلها منها على يد لواء إسكندروني الإسرائيلي.

## توأمة
لكفار سابا اتفاقيات توأمة مدن مع كل من:
- بيت جن
- جينان
- غواتيمالا
- سان خوسيه
- مولهايم أن در رور
- فيسبادن (1981 -)
- دلفت
- ماراكايبو
- غينزفيل

## أعلام
- شيلي يحيموفيتش
- طال بين حاييم
- هاريل سقعت
- شالوم سمحون
- مناحيم غولان
- تومر يوسف
- بنحاس سابير
- تسفي هاري هورويتز

## وصلات خارجية
- موقع البلدية الرسمي.